# 酒田インターチェンジ

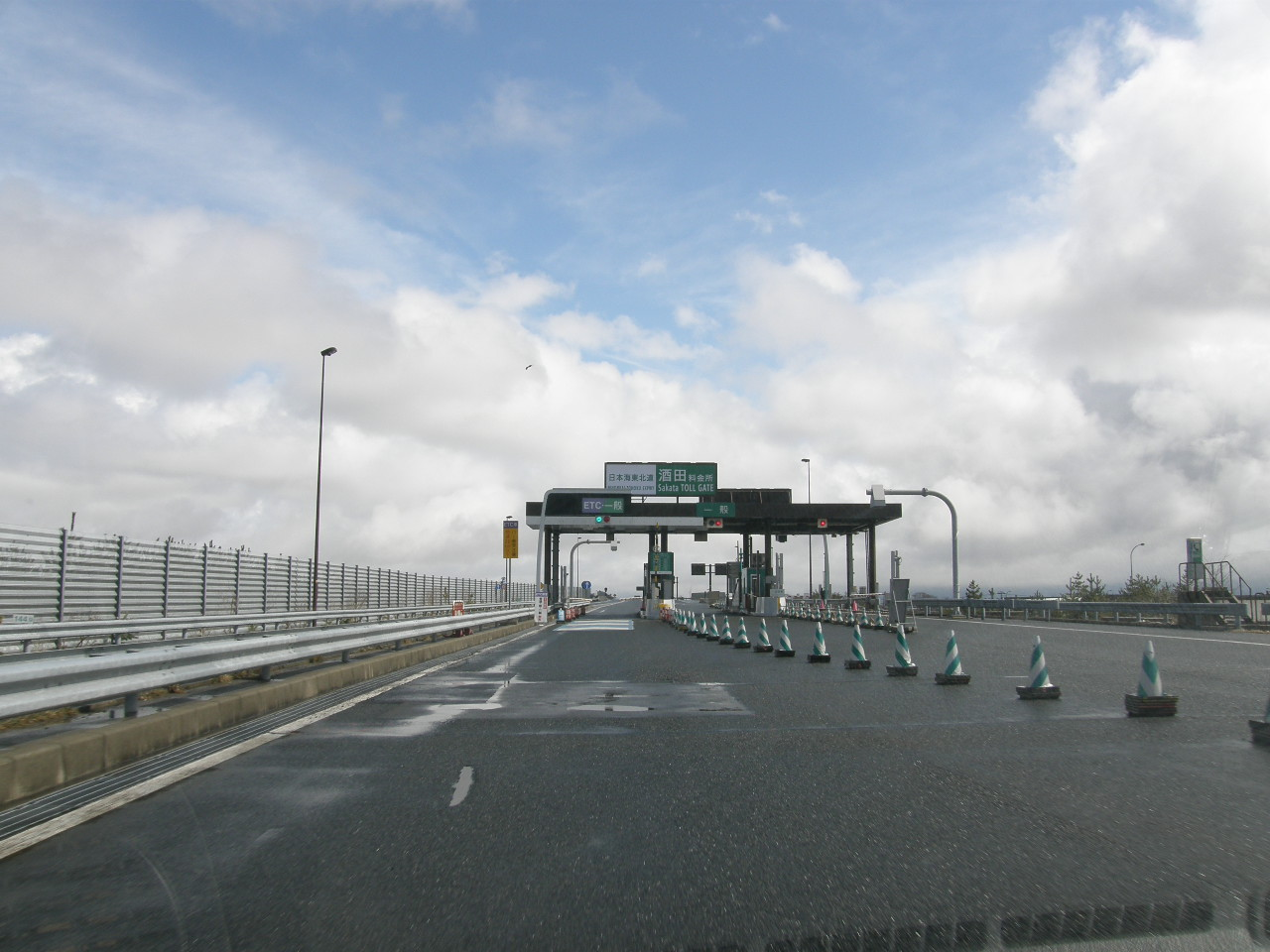
酒田本線料金所 新潟側から撮影

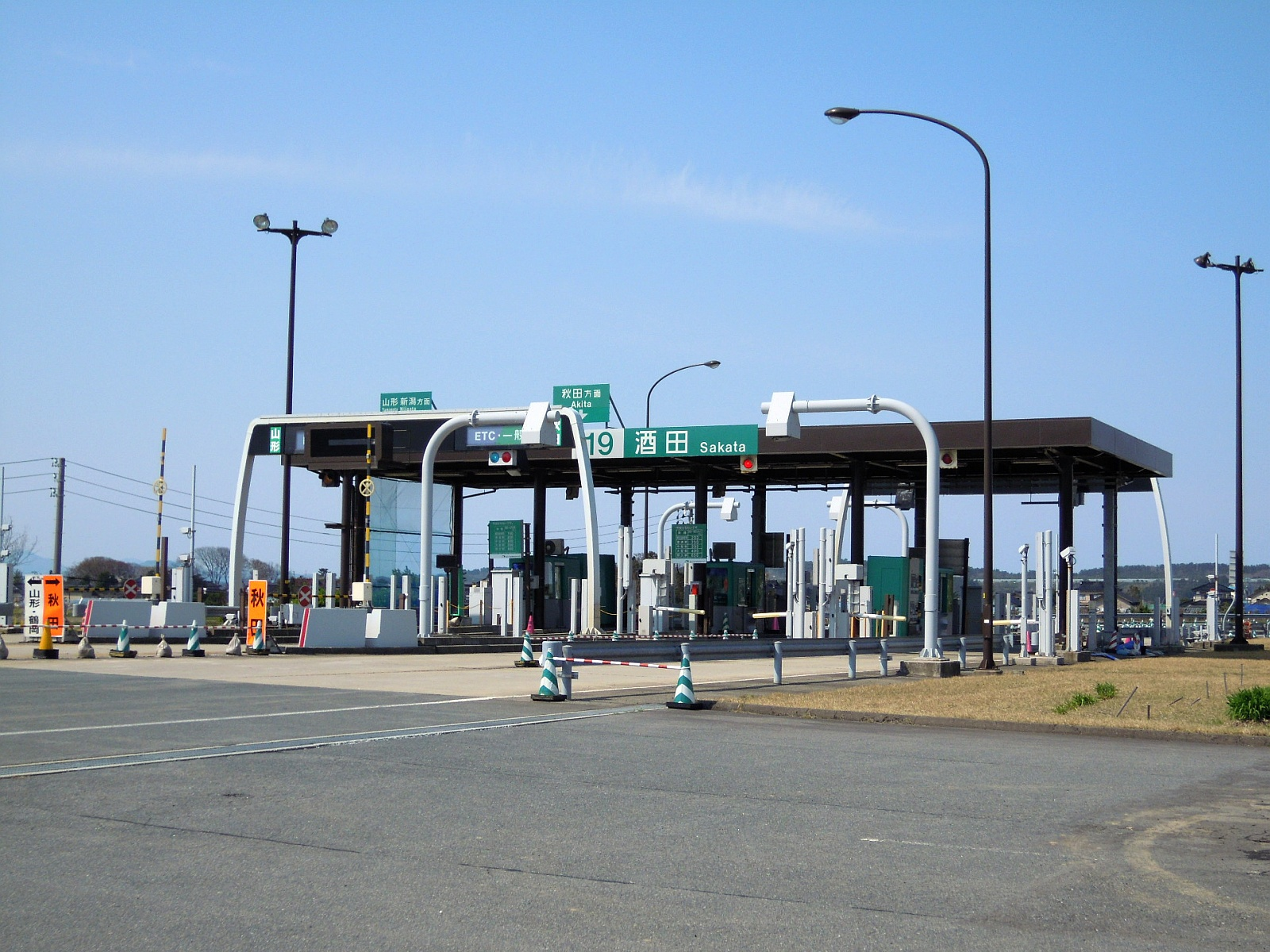
酒田インターチェンジ料金所を一般道側から

酒田インターチェンジ（さかたインターチェンジ）は、山形県酒田市広野にある日本海東北自動車道のインターチェンジである。酒田本線料金所を併設する。
酒田市街および庄内町の最寄りインターチェンジ。トランペット型ICで、本線上の本線料金所では庄内空港IC - 酒田中央ICの料金を支払う。

## 歴史
- 1997年（平成9年）10月30日：山形自動車道として、庄内あさひIC - 酒田IC間開通に伴い、供用開始[2]。
- 2001年（平成13年）8月9日：山形自動車道として、酒田IC - 酒田みなとIC間が開通[2]。
- 2012年（平成24年）3月24日：日本海東北自動車道・あつみ温泉IC - 鶴岡JCT間開通に伴い、酒田ICを含む鶴岡JCT - 酒田みなとIC間の路線名を「山形自動車道」から「日本海東北自動車道」へ改称[3]。

## 周辺
- 土門拳記念館
- 東北公益文科大学
- 山形県立産業技術短期大学校庄内校
- イオン酒田南店
- 酒田京田西工業団地

## 接続する道路
- 直接接続
  - 国道7号

## 料金所
- ブース数：7

### 入口
- ブース数：2

鶴岡・山形・新潟方面
- ETC/一般：1

酒田みなと・秋田方面
- ETC/一般：1

### 出口
- ブース数：2

鶴岡・山形・新潟方面から
- ETC/一般：1

酒田みなと・秋田方面から
- ETC/一般：1

### 本線料金所
- ブース数：3

鶴岡・山形・新潟方面
- ブース数：2
  - ETC専用：1
  - 一般：1

酒田みなと方面
- ブース数：1
  - ETC/一般：1

## 隣
E7 日本海東北自動車道
(18) 庄内空港IC - (19) 酒田IC/TB - (19-1) 酒田中央IC